# Hotel Metropol (Moskwa)
Hotel Metropol (ros. Метрополь) – zabytkowy hotel w centrum Moskwy, położony w bliskim sąsiedztwie z Teatrem Wielkim oraz Placem Czerwonym i Kremlem moskiewskim. Został zbudowany w latach 1899-1907 w stylu secesyjnym, a jego zaprojektowania podjęli się zagraniczni i rosyjscy architekci, m.in.: William Walcot, Lew Kiekuszew czy Władimir Szuchow przy współpracy z artystami. Gmach hotelu jest obecnie największym wybudowanym jeszcze w okresie przed Rewolucjami w Rosji w 1917 roku a zachowanym budynkiem hotelowym w Moskwie.
W 1918 roku hotel został przejęty przez administrację bolszewicką, zaś w jego wnętrzach urządzono drugi dom Sowietów, w których mieściły się mieszkania i biura urzędników sowieckich. W roku 1930 budynek ponownie przemianowano na hotel i wykonano prace remontowe. Obecnie w hotelu znajduje się 365 pokoi, z których każdy ma inny kształt i różny sposób udekorowania.